# Rodolfo Tito de Moraes
Rodolfo Tito de Moraes (* 5. März 1997 in Navidade), auch einfach nur Rodolfo, ist ein brasilianischer Fußballspieler.

## Karriere
Rodolfo steht seit 2016 beim brasilianischen Verein CA Metropolitano in Blumenau unter Vertrag. Bis 2018 erfolgten Ausleihen an die brasilianischen Vereine CA Itapemirim, Boa EC und CE Operário Várzea-Grandense. 2019 wechselte er auf Leihbasis nach Japan. Hier lieh ihn Montedio Yamagata die Saison 2019 aus. Für den Club aus der Präfektur Yamagata spielte er zehnmal in der zweiten Liga. Von 2020 bis 2021 wurde er an den Ligakonkurrenten Zweigen Kanazawaausgeliehen. 35-mal spielte er mit dem Verein aus Kanazawa in der zweiten Liga. Im Januar 2022 kehrte er nach Brasilien zurück, wo er auf Leihbasis beim AA Internacional in Limeira spielt.